# 粟谷益二郎
粟谷 益二郎（あわや ますじろう、1890年（明治23年）11月11日 - 1927年（昭和32年）9月18日）は、能楽師（シテ方喜多流）である。

## 概説
1890年（明治23年）、粟谷新三郎の孫として広島県に生まれる。祖父に能楽の指導を受け、1901年（明治31年）、『花月』で初舞台。1904年（明治34年）に上京、1905年（明治35年） 十四世喜多六平太の内弟子第1期生となり、1905年（明治36年）「舎利」で初のシテ方を務めた。1917年（大正6年）シテ方喜多流として独立する。1941年（昭和16年）に病気で一時舞台を退いたが、1946年（昭和21年）再起、地頭の名手として活躍した。四子が家芸を継承した。長男は粟谷新太郎、二男は人間国宝の粟谷菊生、三男は粟谷辰三、四男は粟谷幸雄である。なお、姪は歌手のペギー葉山。孫に能楽師を継いでいる粟谷能夫、粟谷明生らがいる。